# Valle de Arana
Valle de Arana(em castelhano) ou Harana (em basco) é um município da Espanha na província de Álava, comunidade autónoma do País Basco, de área 39,1 km² com população de 313 habitantes (2007) e densidade populacional de 8,39 hab/km².

## Demografia
| Variação demográfica do município entre 1991 e 2004 | Variação demográfica do município entre 1991 e 2004 | Variação demográfica do município entre 1991 e 2004 | Variação demográfica do município entre 1991 e 2004 |
| --------------------------------------------------- | --------------------------------------------------- | --------------------------------------------------- | --------------------------------------------------- |
| 1991                                                | 1996                                                | 2001                                                | 2004                                                |
| 393                                                 | 366                                                 | 334                                                 | 329                                                 |